# Bellerose Terrace
Bellerose Terrace est une census-designated place du comté de Nassau, dans l'État de New York, aux États-Unis,. En 2020, elle compte une population de 2 329 habitants.